# Antonio Amat
Antonio María Sebastián Amat Maíz, alias Guridi (Vitoria, 19 de abril de 1919 - 19 de diciembre de 1979), fue político socialista español.

## Biografía
Educado en los marianistas, fue expulsado del colegio por sus ideas socialistas. Durante la Guerra Civil, apenas adolescente, es detenido por subversión contra las tropas franquistas, ingresando en el ejército para evitar un Consejo de Guerra. Allí continuó su personal campaña a favor del gobierno de la República. Le evitó ser procesado el recibir una herida y no volver al frente.
En 1943 trató de organizar un grupo de voluntarios que se unieran a la resistencia francesa para luchar contra la Alemania nazi en la Segunda Guerra Mundial, pero sus planes fueron descubiertos y los integrantes del grupo fueron detenidos en Lequeitio cuando se disponían a embarcar camino de Francia. Por estos hechos fue juzgado y condenado a ocho años de prisión de los que cumplió seis. Al salir de la cárcel se le envió desterrado a Huesca.
De regreso a Vitoria en 1950 trata de organizar el PSOE en el interior del País Vasco, trabando contacto con distintos hombres de la izquierda. Organiza el paso de fondos y propaganda desde la dirección exterior hacia la estructura clandestina interna, dispersa por toda España. Se relaciona con la dirección en Madrid de la UGT, y es nombrado Secretario General del PSOE en el interior. Es detenido en 1953 cuando ha viajado ya por todo el País Vasco, Asturias, Cataluña, Madrid y Andalucía.
Fue detenido en la redada de la Brigada Político-Social en 1953 contra la dirección socialista junto a Tomás Centeno (que moriría torturado). Y de nuevo en la operación contra la dirección socialista en 1958, donde la mayoría de los dirigentes del interior pasan a prisión. Permaneció en la cárcel hasta 1961. 
En el congreso del PSOE de 1961, Amat propugna la unión con el Partido Comunista de España y los grupos monárquicos demócratas para derribar la dictadura. Su propuesta incluía la constitución de un bloque democrático unido, lo que chocaba con las ideas de la dirección exterior en Toulouse, partidaria de la república y la no cooperación con los comunistas. 
En 1962, instalado de nuevo en su ciudad natal, es conocido internacionalmente gracias a una entrevista que le realiza la periodista italiana Rossana Rossanda. Restrigió su actividad al País Vasco cuando Ramón Rubial se hizo con la dirección socialista, junto a Enrique Múgica y Nicolás Redondo. Durante la transición política rechazó cualquier cargo que se le ofreció, incluido el de Lehendakari del gobierno provisional (que le ofreció Rubial), y el de Senador (que le propuso Alfonso Guerra).
Una enfermedad terminal le llevó a suicidarse en 1979.